# TM Sweden
TM Sweden AB, kan även kallas Tesla Sverige, är ett svenskt verkstadsföretag som dels tillhandahåller bilverkstäder som utför service och reparationer på elbilar för den amerikanska biltillverkaren Tesla. Dels uppföra laddningsstationer för elbilar i Sverige. Företaget verkar också med att sälja och leasa Tesla-bilar.
Det är ett dotterbolag till det nederländska Tesla International BV, som i sin tur ägs av Tesla.

## Historik
Företaget Tesla kom till Skandinavien 2009 genom att man etablerade en filial i Köpenhamn. Verksamheten i Sverige kom igång under 2013. Företagets första anställde i Sverige var Andy Rietschel som inledde verksamheten i september 2013.
I december 2013 öppnade Tesla sin första butik i Sverige, nämligen en tillfällig pop up-butik i Täby Centrum. Det föll väl ut varefter man öppnade en permanent butik den 1 juni 2014, också den belägen i Täby Centrum. Kort därefter öppnade man Teslas första svenska servicecenter i Infra City i Upplands Väsby.
Ett nätverk av "superladdare" började byggas ut under 2014.
Ytterligare servicecenter öppnades i Göteborg, Malmö, södra Stockholm (Smista), Norrköping 2020,, Umeå 2021, Uppsala 2022 och Örebro 2023.
Den 27 oktober 2023 inledde IF Metall en strejk mot TM Sweden.